# Квінт Аллій Максим
Квінт Аллій Максим (лат. Quintus Allius Maximus, I століття) — політичний і державний діяч Римської імперії, консул-суффект 49 року.

## Біографія
Про нього відомо мало. З травня по червень 49 року був консулом-суффектом разом з Луцієм Маммієм Полліоном. Після цього призначений легатом-пропретором провінції Африка. Про подальшу долю свідчень немає.